# Демос (божество)
Демос (др.-греч. Δῆμος «народ») — в Древней Греции божество, персонификация народа греческих полисов. Наиболее почиталось в Афинах, однако статуя «Демоса спартанского» была и в Спарте.
Статуя Демоса работы Леохара находилась в Афинах. Павсаний также упоминает картину с его изображением и статую работы Лисона.
Демос — действующее лицо комедии Аристофана «Всадники».